# 463 (číslo)
Čtyři sta šedesát tři je přirozené číslo. Následuje po číslu čtyři sta šedesát dva a předchází číslu čtyři sta šedesát čtyři. Římskými číslicemi se zapisuje CDLXIII a řeckými číslicemi υξγ.

## Matematika
463 je:
- Deficientní číslo
- Prvočíslo
- Nešťastné číslo

## Astronomie
- (463) Lola je planetka hlavního pásu, kterou objevil v roce 1900 Max Wolf

## Roky
- 463
- 463 př. n. l.